# Zentralprovinz (Sambia)
Die Zentralprovinz (englisch Central Province) ist eine Provinz in Sambia und liegt in der Mitte des Landes. Sie hat 2.252.483 Einwohner (2022) bei einer Fläche von 94.393 km². Die Provinzhauptstadt ist Kabwe.

## Geografie
Die Zentralprovinz grenzt mit Ausnahme der Nordprovinz an alle übrigen Provinzen Sambias. Zudem grenzt sie im Nordosten an die Provinz Haut-Katanga der Demokratischen Republik Kongo.
| Nordwestprovinz | Copperbelt                                  | Haut-Katanga, Demokratische Republik Kongo |
| Westprovinz     | Kompassrose, die auf Nachbargemeinden zeigt | Muchinga                                   |
| Südprovinz      | Lusaka                                      | Ostprovinz                                 |

Im Jahre 1973 entstand durch Abtrennung der Distrikte Lusaka und Luangwa (früher Feira) die neue Provinz Lusaka.

## Wirtschaft
Wirtschaftlich ist sie recht uneinheitlich, kann aber als überwiegend ländlich charakterisiert werden. Das Umland von Mumbwa gilt als die Kornkammer Sambias. Daneben gibt es Bergbau, verarbeitende Industrie, den am besten ausgebauten Tourismussektor Sambias und vor allem Dienstleistungen an den Verkehrswegen. Zudem findet man zahlreiche private Hilfsorganisationen. Sie bringen nicht nur Kaufkraft, sondern auch Fertigkeiten und Organisation in diese Provinz, die dadurch von ihrer Nähe zur Hauptstadt profitiert.
Nach der Provinz Copperbelt ist die Zentralprovinz die entwickeltste in Sambia. Dazu kommen ertragreiche Rohstoffquelle. Die Manganerzfunde in Mkushi sind bedeutend. Die Wirtschaft ist in viele Sektoren diversifiziert, was der Provinz ein hohes Entwicklungspotential schenkt, auch wenn heute nur wenige einen Boom in bisher wenig industrialisierten erwarten, von dem die Provinz gerade am südöstlichen Rand und im Norden geprägt ist, vor allem aber in den Lukangasümpfen westlich von Kabwe. Doch der ist mit den sehr attraktiven Nationalparks Südluangwa und Lochinvar seinerseits ein starker sozio-ökonomischer Faktor.

## Infrastruktur
Durch das Schienensystem der Zambia Railways, das vom Süden Sambias durch Kabwe Richtung Copperbelt verläuft sowie die TAZARA nach Tansania, gehört die Central Province zu den wenigen sambischen Provinzen mit guter öffentlicher Verkehrsanbindung, woraus auch wirtschaftliche Impulse für die Region entstehen.

## Distrikte

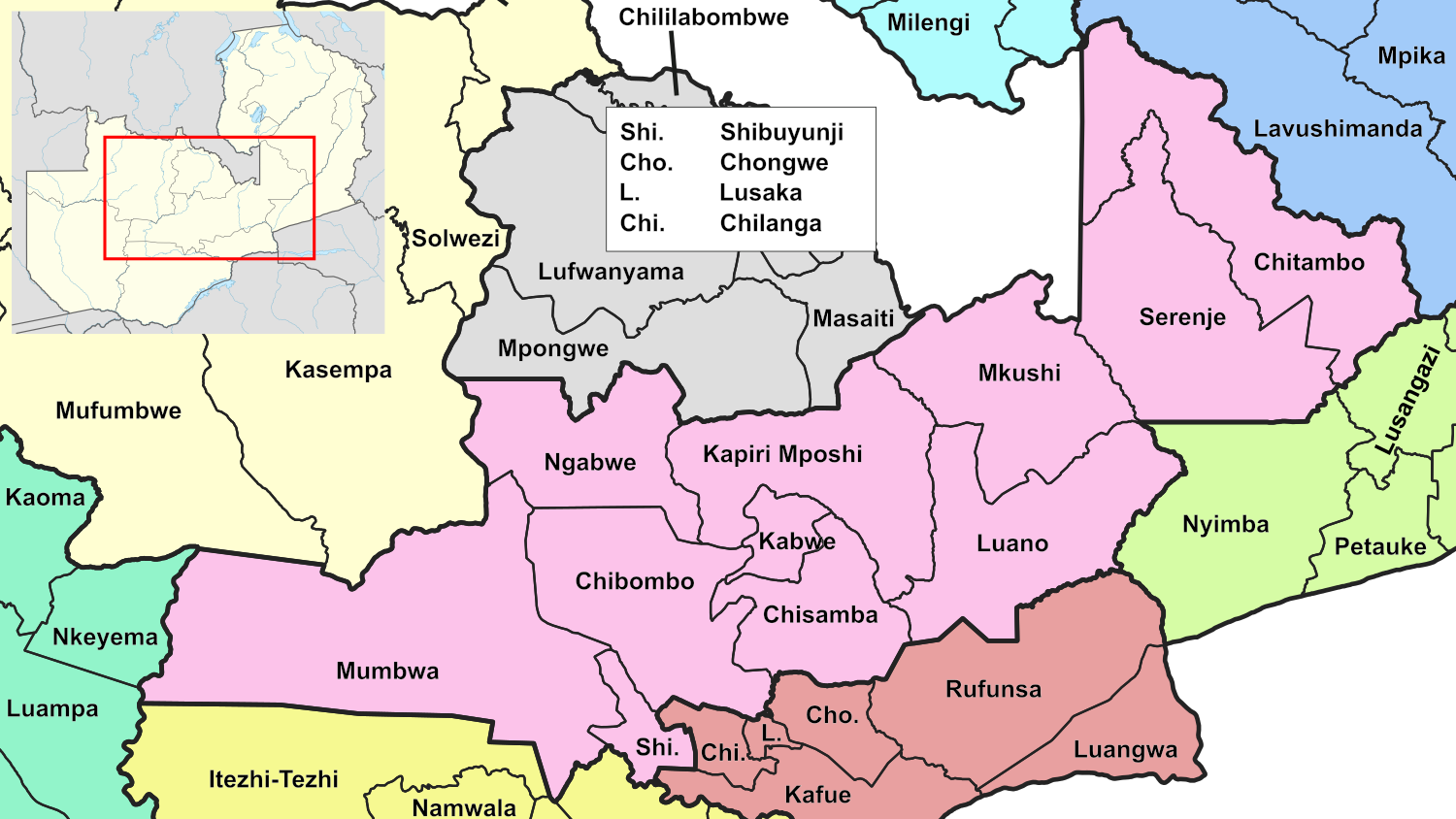
Distrikte der Zentralprovinz

Die Provinz besteht aus elf Distrikten (Stand 2022):
| Distrikt      | Fläche in [km²] | Einwohner 2010 | Einwohner 2022 | Durchschnittliche jährliche Wachstumsrate [%] | Bevölkerungsdichte 2022 [Einwohner/km²] |
| ------------- | --------------- | -------------- | -------------- | --------------------------------------------- | --------------------------------------- |
| Chibombo      | 8219            | 199.536        | 421.315        | 6,4                                           | 51                                      |
| Chisamba      | 5205            | 103.983        | 160.828        | 3,7                                           | 31                                      |
| Chitambo      | 11.885          | 48.861         | 100.603        | 6,2                                           | 8                                       |
| Kabwe         | 1570            | 202.360        | 299.206        | 3,3                                           | 191                                     |
| Kapiri Mposhi | 9688            | 232.548        | 371.068        | 4,0                                           | 38                                      |
| Luano         | 9152            | 25.548         | 66.679         | 8,3                                           | 7                                       |
| Mkushi        | 8424            | 128.986        | 208.635        | 4,1                                           | 25                                      |
| Mumbwa        | 19.859          | 173.311        | 332.237        | 5,6                                           | 17                                      |
| Ngabwe        | 7209            | 21.238         | 42.104         | 5,9                                           | 6                                       |
| Serenje       | 11.455          | 117.880        | 158.192        | 2,5                                           | 14                                      |
| Shibuyunji    | 1731            | 52.860         | 91.616         | 4,7                                           | 53                                      |
| Gesamt        | 94.394          | 1.307.111      | 2.252.483      | 4,6                                           | 24                                      |

Gemäß einer Verfügung der Regierung Sambias vom 31. Dezember 2021 wurde ein Distrikt der Südprovinz zugeordnet: Dies fand im Herbst 2022 statt.
- Itezhi Tezhi

## Demografie
| Jahr | Einwohnerzahl |
| ---- | ------------- |
| 1969 | 358.655       |
| 1980 | 511.905       |
| 1990 | 720.627       |
| 2000 | 1.012.257     |
| 2010 | 1.307.111     |
| 2015 | 1.515.086     |
| 2022 | 2.252.483     |